# Mantorp Hästsportarena
Mantorp Hästsportarena, tidigare Mantorptravet, är en travbana i Mantorp cirka 10 km nordost om Mjölby. Banan invigdes midsommarhelgen 1965. Mantorp Hästsportarena är en av de mellanstora banor där det körs flest tävlingsdagar. 
Banans äldsta storlopp är Östgötaloppet, som körts sedan premiäråret 1965. Andra stora lopp på Mantorp är Ina Scots Ära för fyraåriga varmblod och Sikta Mot Stjärnorna för treåriga varmblod. 
Mantorps upplopp mäter 177 meter och tillhör de kortare i landet. Banan är relativt bred och mäter över 23 meter vid de bägge startplatserna. 
En av de mest kända travhästarna som haft Mantorp som hemmabana är Ina Scot. Hästen ligger också begravd i anslutning till vinnarcirkeln på anläggningen.